# Moerdijk
Moerdijk ( udtale ?; tidligere kendt som Zevenbergen) er en kommune og en by i den sydlige provins Noord-Brabant i Nederlandene.

## Kernerne
- Binnen-Moerdijk
- Drie Hoefijzers
- Fijnaart
- Heijningen
- Helwijk
- Hoekske
- Klundert
- Kreek
- Langeweg
- Moerdijk
- Nieuwemolen
- Noordhoek
- Noordschans
- Oudemolen
- Pelikaan
- Roodevaart
- Standdaarbuiten
- Strooiendorp
- Tonnekreek
- Willemstad
- Zevenbergen
- Zevenbergschen Hoek
- Zwingelspaan